# Santa Maria da Feira, Travanca, Sanfins e Espargo
Pour les articles homonymes, voir Santa Maria da Feira (homonymie).
Santa Maria da Feira, Travanca, Sanfins e Espargo est une paroisse civile portugaise (en portugais : freguesia) de la municipalité de Santa Maria da Feira dans le district d'Aveiro. Elle est créée en 2013, par fusion des paroisses de Feira, Travanca, Sanfins et Espargo.

## Géographie
La paroisse est située au sud de la municipalité de Santa Maria da Feira et au sud-ouest de l'Aire métropolitaine de Porto.
Elle est desservie par l'autoroute A1 entre Porto et Lisbonne.

## Histoire
La paroisse est créée par la loi no 11-A/2013 du 28 janvier 2013 portant réorganisation administrative du territoire des freguesias, en fusionnant les paroisses de Feira, Travanca, Sanfins et Espargo. Son nom officiel est União das Freguesias de Santa Maria da Feira, Travanca, Sanfins e Espargo et son siège est fixé à Feira.

## Démographie
Lors du recensement de 2021, Santa Maria da Feira, Travanca, Sanfins e Espargo compte 19 788 habitants. C'est alors la paroisse la plus peuplée de la municipalité de Santa Maria da Feira, qui regroupe 21 paroisses et 136 674 habitants.